# Burg Offenhausen
Die Burg Offenhausen ist eine abgegangene Niederungsburg, vermutlich eine kleine Wasserburg (Motte), im äußersten Nordwesten der Gemarkung von Lohra im Landkreis Marburg-Biedenkopf in Hessen.  Ulrich Lennarz beschreibt sie 1973 als „wüste Turmburg Offenhausen“.

## Lage
Die Burg oder der befestigte Hof lag südöstlich Mornshausen und nordwestlich von Lohra, südlich der Mappesmühle und nur wenige Meter zwischen zwei Bächen, rechtsseitig der Salzböde und linksseitig des nach Südosten der Salzböde hier nahezu parallel zufließenden Subachs.

## Geschichte
Die Burg wurde vermutlich im Auftrag des Erzbischofs von Mainz zur Kontrolle des Talgrundes und als Grenzbefestigung zur damaligen nahegelegenen Grenze der Landgrafschaft Hessen errichtet. Sie wird erstmals 1324 genannt, 1434 noch erwähnt, ist aber 1603 schon wüst. In einer Katasterkarte von 1803 findet sich die Stelle noch mit „Burg“ bezeichnet. Zu Beginn des 20. Jahrhunderts soll noch ein etwa quadratischer, 15 Meter durchmessender Wall vorhanden gewesen sein, der 1929 durch den damaligen Müller der Mappesmühle abgetragen und zur Böschungsaufschüttung verwendet wurde. Gleichzeitig verfüllte er die vielen umliegenden Wasserlöcher, vermutlich Reste des Wassergrabens. Die Burg steht in Zusammenhang mit der Wüstung Offenhausen, die nur wenige hundert Meter ostnordöstlich der Burg in Hanglage linksseitig der Salzböde an der heutigen L3048 und südöstlich der Mühle lag und wie die Burg spätestens im ausgehenden 16. Jahrhundert wüst fiel.